# Eurytoma salsa
Eurytoma salsa är en stekelart som beskrevs av Zerova 1995. Eurytoma salsa ingår i släktet Eurytoma och familjen kragglanssteklar.
Artens utbredningsområde är:
- Bulgarien.
- Kazakstan.

Inga underarter finns listade i Catalogue of Life.